# Братські друкарні
Братські друкарні — друкарні при братствах. Випускали полемічно-релігійну та світську літературу. Одне з найдавніших — Львівське братство — отримало 1592 року королівську грамоту, яка підтверджувала його право на утримання друкарні. З цієї друкарні вийшло чимало цінних пам'яток письменства: панегірик «Профсонима» (1591), «Адельфотес» (1591) — найдавніша слов'яно-грецька граматика, твори українських письменників, релігійна література, поезія, підручники. Друкарня засновувалася передусім вдоволення потреб власних шкіл, видавала праці та літературні твори викладачів шкіл (Памва Беринди, І. Волковича, що були також редакторами і коректорами). В ній працювали висококваліфіковані майстри: Д. Кульчицький, С. Половецький, С. Комаренський та інші. Діячі друкарні допомагали налагодити друкування у Волощині та Молдові.
В 1626-27 році виникла друкарня при Луцькому братстві, заснована мандрівним ченцем-друкарем П. Домжив-Лютковичем Телицею та ієродияконом Сильвестром. Тут вийшли друком збірники віршів Г. Соминовича, І. Карповича, і ще кілька брошур.
У Києві в 1624-26 роках діяла друкарні товариша Війська Запорізького Т. Вербицького, в 1627-30 — друкарня С. Соболя. Дослідники припускають, що обидві мали стосунок до Київського (Богоявленського) братства.
У 1633 році у м. Крем'янець було засноване Богоявленське братство, друкарня при якому 1638 року випустила «Граматику» Мелетія Смотрицького.
У другій половині 17 — 18 столітті на братські друкарні посилився тиск з боку католицької церкви, їм стало важко конкурувати з більш потужними монастирськими друкарнями. Лише друкарня Львівського братства протрималась до кінця 18 століття.